# Robert Montgomery (jurist)

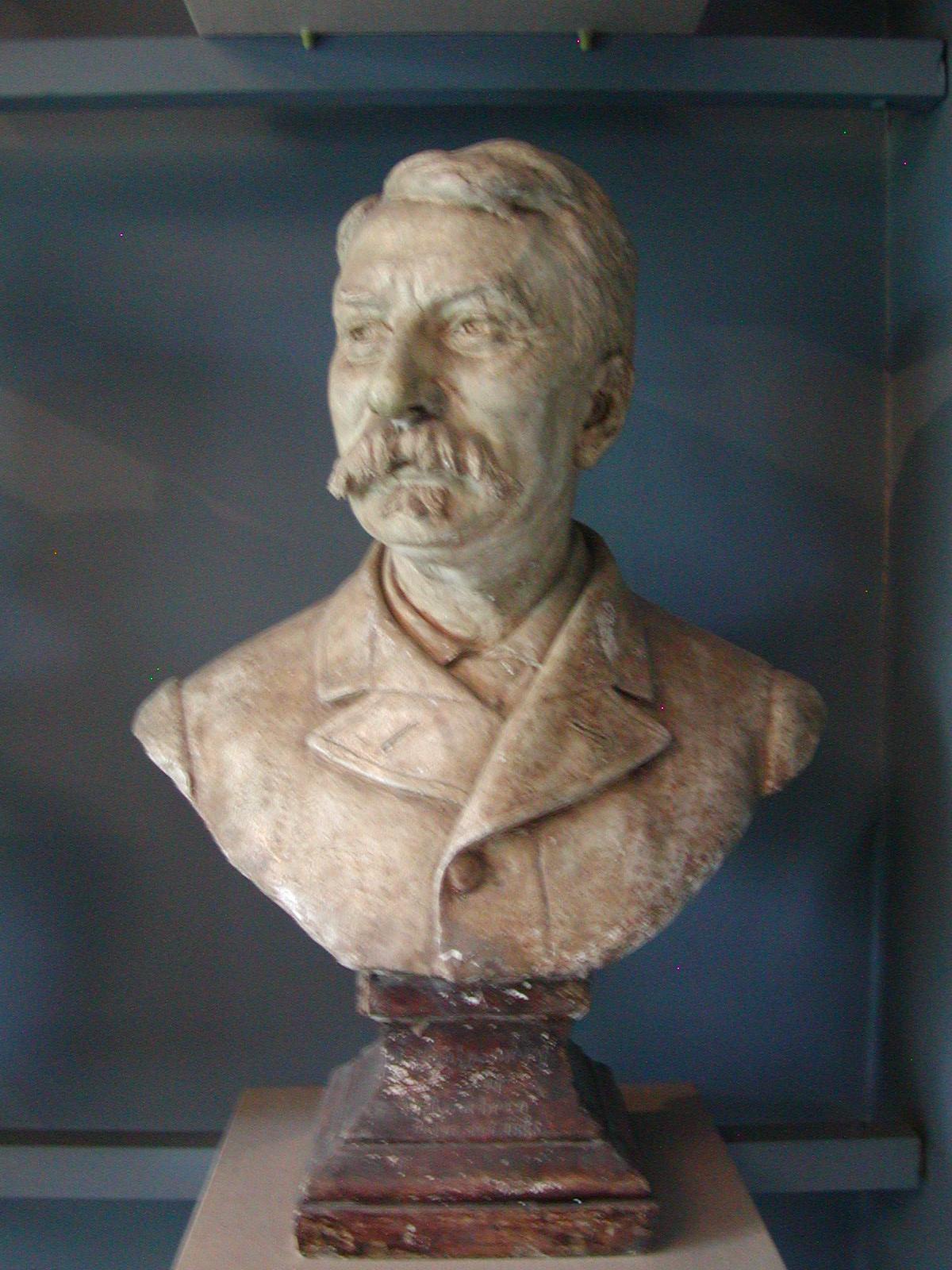
Robert Montgomery

Robert August Montgomery, född 29 juni 1834 i Kajana, död 3 augusti 1898 i Helsingfors, var en finländsk jurist och politiker. 
Montgomery blev student i Helsingfors 1852, filosofie magister 1860 och juris utriusque kandidat 1863. Under den närmast följande tiden ägnade han sig huvudsakligen åt bankväsendet. Åren 1864–67 var han ledamot av Föreningsbankens centralstyrelse och fungerade därunder tidtals som bankens verkställande direktör. År 1869 blev han juris utriusque licentiat och juris doktor samt 1870 professor i civil lagfarenhet och romersk rätt vid Helsingfors universitet. Han var 1882–86 prokurator i senaten för Finland, därefter president i Vasa hovrätt. År 1887 kallades han till ledamot av senatens justitiedepartement, och 1888 valdes han av senaten till medlem av kommittén för finländska ärenden i Sankt Petersburg. När Finlands nya strafflag olagligen suspenderades, avgick han från senaten den 13 december 1890 och levde därefter som privatman. År 1896 utnämndes han till vice ordförande i justitiedepartementet. 
Som vetenskapsman och universitetslärare äger Montgomery förtjänsten av att först ha i Finland infört den förbättrade vetenskapliga metod, som genom den historiska skolans inflytande hade gjort sig gällande i den tyska rättsvetenskapen och framför allt i dess privaträtt. Bland hans juridiska arbeten förtjänar särskilt omnämnas de akademiska avhandlingarna Om afträdesförmån och ackord i den utländska konkurslagstiftningen (1869) och Om bolagskontraktet i 1734 års lag (1870) samt det stort anlagda arbetet Handbok i Finlands allmänna privaträtt (band I, 1889 och 1895). Därjämte innehåller "Tidskrift utgifven af Juridiska föreningen i Finland" flera värdefulla uppsatser av hans hand, och det även på andra områden än privaträttens. 
Montgomery verkade dock för sin vetenskap främst i egenskap av akademisk lärare. Han förenade djupa studier i romersk rätt med omfattande insikter i nyare utländsk doktrin och lagstiftning. Detta vetande tillgodogjorde han för den inhemska rätten, medan han tillika genom att bygga sin tolkning av dess institut på rättshistorisk grund, visste att bevara dess självständighet. Hans föreläsningar blev sålunda den första verkligt vetenskapliga behandlingen av Finlands privaträtt.
Montgomerys namn är starkt knutet till Finlands konstitutionella historia från 1863, och i synnerhet utövade han stort inflytande på den finländska lagstiftningen. Självskriven medlem av ridderskapet och adeln, framstod han som en av sitt stånds mest betydande personligheter och intog en konsekvent frisinnad linje: i språkfrågan visade han, trots att han var tillgiven den svenska bildningens sak, mot anspråken från finskt håll det största möjliga tillmötesgående. 
Bland de många uppdrag, som vid lantdagarna anförtroddes åt Montgomery, kan nämnas, att han var medlem av bankoutskottet 1863–64 och av lagutskottet 1877–78, 1882, 1891 och 1894 (de tre sistnämnda åren var han utskottets ordförande), samt att han 1882 var vice lantmarskalk. År 1867 valdes han till bankofullmäktig för ridderskapet och adeln och var sedan 1868 fullmäktiges ordförande intill 1882, då hans utnämning till prokurator i kejserliga senaten för Finland uteslöt möjligheten av ett återval. 
Betydande del tog Montgomery i arbetet för införande av guldmyntfot i landet, ej blott som bankofullmäktig och lantdagsman, utan även som ordförande i den kommitté, som hade i uppdrag att utarbeta lagförslag i ämnet. För övrigt kan nämnas, att han var medlem av 1876 års kyrkomöte samt dels ordförande, dels ledamot i åtskilliga lagberedningskommittéer, bland dem även den, som tillsatts för utarbetande av lag om litterär äganderätt. Med synnerligen stort intresse omfattade han Juridiska föreningen, i vars centralbestyrelse han 1876–82 var ordförande.
I egenskap av prokurator i senaten fick Montgomery i rikt mått erfara de vanskligheter som Finlands dåvarande politiska ställning innebar, i synnerhet under tider, då strömningarna i Ryssland var mer eller mindre reaktionära, och hans läge försvårades ytterligare genom den rådande partistriden i landet. Den i yttre avseende mest märkbara produkten av hans verksamhet som prokurator var den i alla avseenden utmärkta berättelse om "lagskipningen och lagarnas handhafvande i landet", som han på ämbetets vägnar avgav till 1885 års lantdag. Som medlem av den vid Statssekretariatet för Finland i Sankt Petersburg inrättade kommittén för finländska ärenden sökte han framför allt värna landets rätt mot de angrepp, för vilka den redan då börjat utsättas. I sådant syfte utgav han 1890 på ryska språket broschyren "Med anledning av senator Tagantsevs anmärkningar mot Finlands strafflag". På de höga domarposter han under några år beklädde såsom den främste i en av landets hovrätter och i dess högsta domstol kunde Montgomery utöva ett omfattande och fruktbringande inflytande på rättskipningen i landet.
Utom Finlands gränser gjorde sig Montgomery känd och aktad huvudsakligen som representant för sitt land vid flera internationella kongresser, bland vilka kan nämnas penitentiärkongressen i Rom 1885 samt kongresserna för handelsrätt i Antwerpen 1885 och i Bryssel 1888. År 1896 utsågs han till ledamot av svenska Lantbruksakademien.